# Fast Boy
Fast Boy è un duo musicale tedesco formatosi nel 2021 a Francoforte sul Meno e composto dai fratelli Lucas e Felix Hain.

## Storia
Lucas e Felix Hain sono originari di Karlstadt e hanno fondato i Fast Boy nel febbraio 2021 a Francoforte sul Meno. In precedenza erano musicalmente attivi con il nome Oh Brother a Karlstadt. Entrambi sono produttori discografici, cantautori e cantanti e hanno collaborato con Meduza, Elley Duhé, Tiësto, Afrojack, Alok, Ofenbach, Öwnboss e Armin van Buuren. Nel 2022 hanno collaborato al singolo Castle di Hugel e Alle Farben.
La canzone che li ha resi famosi è la loro partecipazione nel singolo Bad Memories dei Meduza e di James Carter. La canzone ha raggiunto la posizione numero 13 nelle classifiche dei singoli tedeschi. A febbraio 2023 hanno pubblicato "Forget You" in collaborazione con il DJ tedesco Topic che ha raggiunto la posizione 73 nelle classifiche dei singoli tedeschi.
Il duo è sotto contratto con l'agenzia di management Friends with Benefits.

## Formazione
- Lucas Hain
- Felix Hain

## Discografia

### Singoli
- 2021 – Drive All Night (con David Puentez)
- 2021 – Fever (con Somma)
- 2021 – Trouble (con Somma)
- 2022 – Overthinking (con Yuma)
- 2022 – One Day (con Martin Jensen)
- 2022 – Left & Right (con Öwnboss)
- 2023 – Forget You (feat. Topic)
- 2023 – Good Life
- 2023 – Where You Are (con Nico Santos)
- 2024 – All My Life (con Tiësto)
- 2024 – Electricity (con R3hab)
- 2024 – Wave (con Raf)
- 2024 – Chills (Feel My Love) (con Oliver Heldens e David Guetta)
- 2024 – Airforce (con Bausa)

### Collaborazioni
- 2021 – Raining on Me (Faulhaber e Noel Holler feat. Fast Boy)
- 2022 – Castle (Alle Farben e Hugel feat. Fast Boy)
- 2022 – Imagine Me (Yves V feat. Fast Boy)
- 2022 – Love Me Now (Ofenbach feat. Fast Boy)
- 2022 – Bad Memories (Meduza e James Carter feat. Elley Duhé e Fast Boy)